# Arthur Melo
Arthur Henrique Ramos de Oliveira Melo (n. 12 august 1996, Goiânia, Goiás, Brazilia), cunoscut și ca Arthur, este un fotbalist brazilian, care joacă pe post de mijlocaș la Girona în La Liga, împrumutat de la Juventus Torino. Pe plan internațional, are prezențe la națională pentru Brazilia și Brazilia U17.